# 战争与和平法
战争与和平法（拉丁文：De jure belli ac pacis）是一本1625年出版的由胡果·格老秀斯撰写并在法國巴黎出版的关于战争的法律地位的拉丁文书籍。 它现在被认为是国际法的基础性著作。

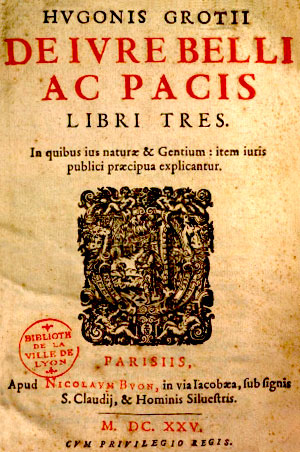
De jure belli ac pacis，1625 年第一版的扉页